# MIAT Mongolian Airlines
MIAT Mongolian Airlines (mongolisch МИАТ – Монголын Иргэний Агаарын Тээвэр MIAT – Mongolyn Irgenii Agaaryn Teewer, deutsch ‚Mongolische Zivilluftfahrt‘) ist die nationale Fluggesellschaft der Mongolei mit Sitz in Ulaanbaatar und Basis auf dem Chinggis Khaan International Airport nahe Ulaanbaatar.

## Geschichte

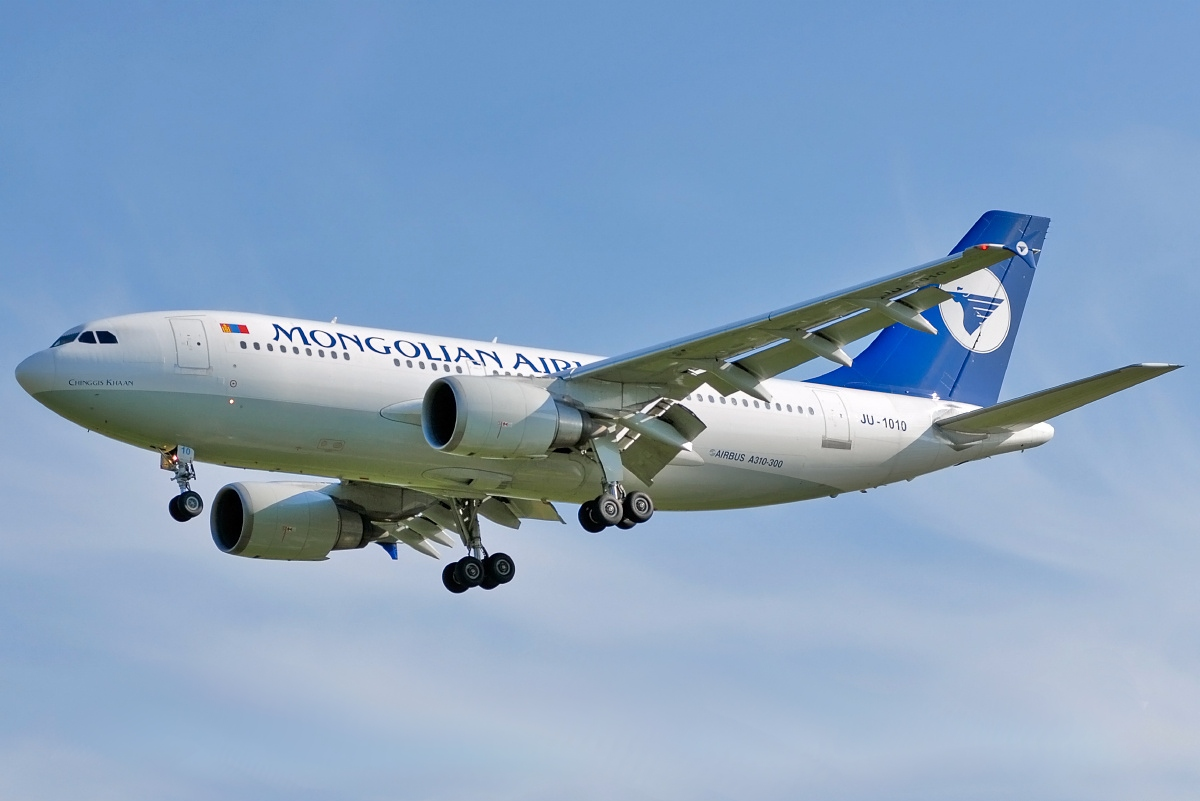
Airbus A310-300 der MIAT

Die 1956 gegründete Gesellschaft wurde mit Hilfe der UdSSR und Aeroflot aufgebaut. Am 7. Juli 1956 wurde der Flugbetrieb aufgenommen. Eine Antonow An-24 bediente die Strecke Ulaanbaatar–Irkutsk. Eine Verbindung nach Peking wurde bald wieder eingestellt, es fehlte an der Nachfrage. Ursprünglich war die Gesellschaft eng mit dem mongolischen Militär verbunden, erst seit dem 12. August 1993 wird das zivile Geschäft von einer getrennten Aktiengesellschaft abgewickelt.
Die Fluggesellschaft war bis Mitte der 2000er Jahre ausschließlich unter der Abkürzung MIAT bekannt. Aufgrund der besseren Vermarktbarkeit wurde der Außenauftritt in den heutigen Namen MIAT Mongolian Airlines geändert.
Im Mai 2011 übernahm MIAT Mongolian Airlines die erste von zwei geleasten Boeing 767-300ER, mit der bisher mit Zwischenstopps bediente Strecken seither als Direktflüge durchgeführt werden können. Gleichzeitig wurde mit der Maschine ein neues Corporate Design eingeführt. Im Gegenzug sollten die beiden Airbus A310-300 die Flotte verlassen. Im November 2011 wurde die zweite 767-300ER in die Flotte integriert, welche die letzte A310-300 der Gesellschaft ersetzte. Im August 2023 übernahm MIAT die erste Boeing 787-9 Dreamliner von Suparna Airlines.

## Flugziele
MIAT Mongolian Airlines bedient neben Zielen innerhalb der Mongolei auch Ziele in Asien und Europa. Im deutschsprachigen Raum wird Frankfurt angeflogen.
Außerdem bestehen Codeshareabkommen mit Cathay Pacific, Japan Airlines, Korean Air und Turkish Airlines.

## Flotte

### Aktuelle Flotte

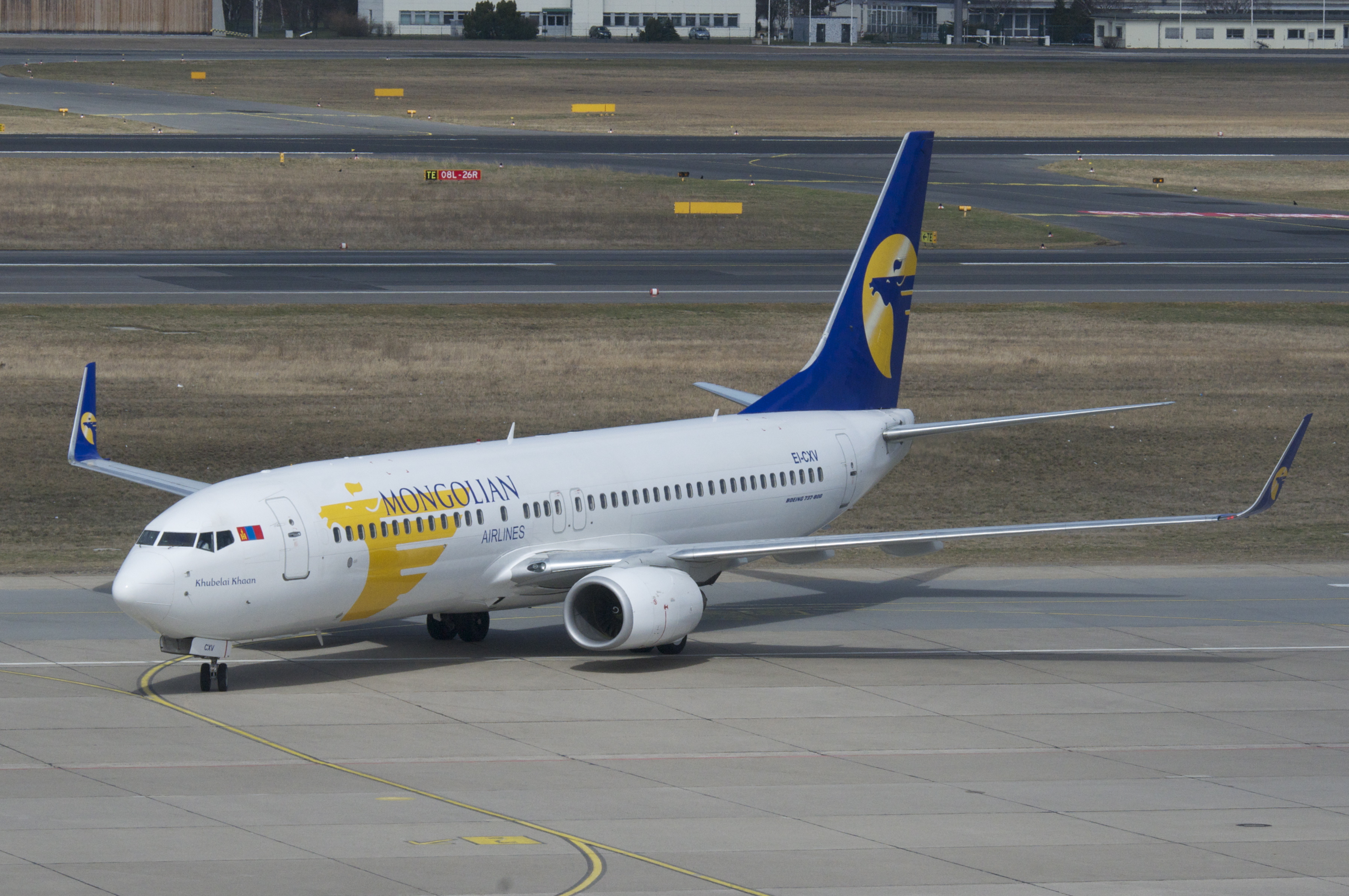
Boeing 737-800 der MIAT

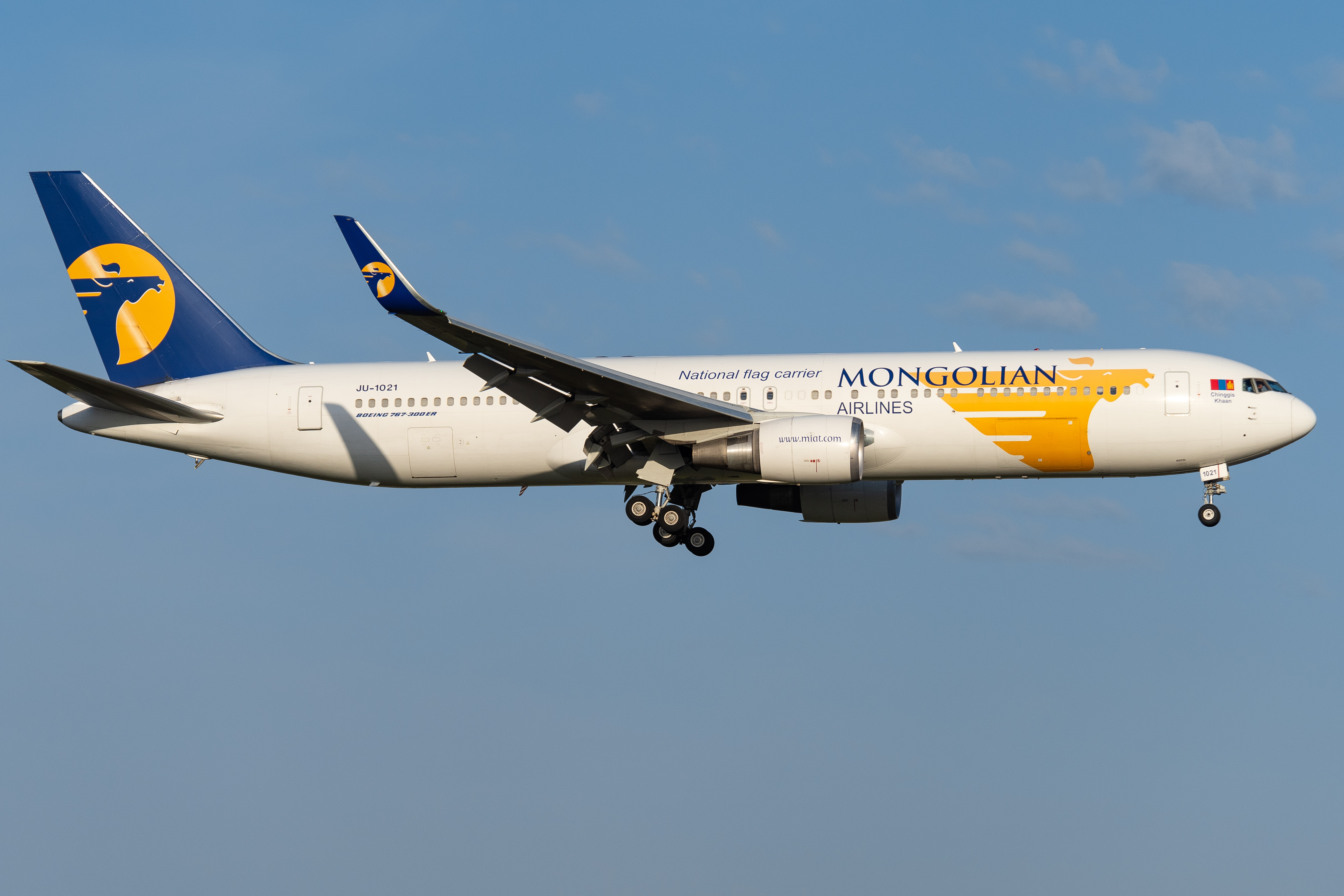
Boeing 767-300ER der MIAT

Mit Stand April 2024 besteht die Flotte der MIAT Mongolian Airlines aus neun Flugzeugen mit einem Durchschnittsalter von 13,6 Jahren:

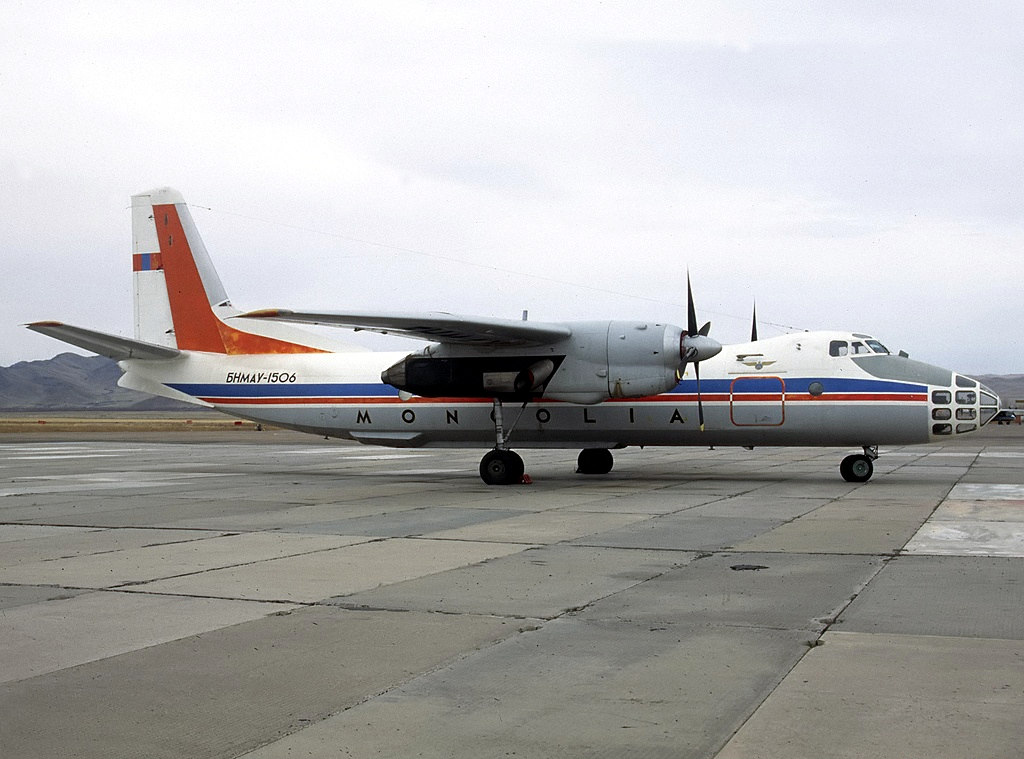
Antonow An-30 der MIAT

| Flugzeugtyp         | Anzahl | bestellt | Anmerkungen               | Sitzplätze (Business/Premium Economy/Economy) | Durchschnittsalter |
| ------------------- | ------ | -------- | ------------------------- | --------------------------------------------- | ------------------ |
| Boeing 737-800      | 3      |          | mit Winglets ausgestattet | 162 (12/–/150) 174 (12/–/162)                 | 14,8 Jahre         |
| Boeing 737 Max 8    | 1      |          |                           | 162 (12/–/150)                                | 5,3 Jahre          |
| Boeing 757-200(PCF) | 1      |          | mit Winglets ausgestattet | Cargo                                         | 32,3 Jahre         |
| Boeing 767-300ER    | 1      |          | mit Winglets ausgestattet | 220 (25/–/195)                                | 11,1 Jahre         |
| Boeing 787-9        | 2      |          |                           | 292 (30/36/226)                               | 5,0 Jahre          |
| Bombardier CRJ200   | 1      |          |                           | 50 (–/–/50)                                   | 19,0 Jahre         |
| Gesamt              | 9      | –        |                           |                                               | 13,6 Jahre         |

### Ehemalige Flotte
- Airbus A310-300
- Airbus A330-300
- Antonow An-2
- Antonow An-24
- Antonow An-26
- Antonow An-30
- Boeing 737-700
- Harbin Y-12